# Beninbi National Park
Beninbi National Park är en park i Australien. Den ligger i delstaten Queensland, omkring 220 kilometer nordväst om delstatshuvudstaden Brisbane.
Runt Beninbi National Park är det mycket glesbefolkat, med 2 invånare per kvadratkilometer.. Det finns inga samhällen i närheten.
I omgivningarna runt Beninbi National Park växer huvudsakligen savannskog. Genomsnittlig årsnederbörd är 921 millimeter. Den regnigaste månaden är mars, med i genomsnitt 173 mm nederbörd, och den torraste är juli, med 26 mm nederbörd.